# Mongolia's Next Top Model (mùa 2)
Mongolia's Next Top Model, Mùa 2 là mùa thứ hai của chương trình Mongolia's Next Top Model được phát sóng vào ngày 15 tháng 1 năm 2017 trên Edutainment TV. Nova Dagva tiếp tục là host của mùa này cùng với 2 vị giám khảo mới: Odgerel Ereenkhuu & Enkhbold Indigo. Vòng casting của mùa này được mở rộng ra các vùng Mông Cổ ở Buryatia và Nội Mông.
Chương trình lần đầu tiên có điểm đến quốc tế là Ordos dành cho top 13, Bayan Nur dành cho top 10, Arxan dành cho top 9 và Buryatia dành cho top 5.
Người chiến thắng của cuộc thi là Anujin Bayan-Erdene, 18 tuổi từ Ulaanbaatar. Cô giành được: một hợp đồng người mẫu với Brave Model Management ở Milan trong 2 năm và giải thưởng tiền mặt trị giá ₮20.000.000.
Với thí sinh Chamia Chimedtseren, chương trình cũng tuyên dương cô là người chiến thắng cùng với Anujin và chương trình đã tặng cho gia đình cô một chiếc cúp và giải thưởng tiền mặt trị giá ₮20.000.000.

## Các thí sinh
(Tính tuổi lúc tham gia ghi hình)
| Đến từ     | Thí sinh             | Tuổi | Chiều cao               | Quê quán    | Bị loại ở | Hạng |
| ---------- | -------------------- | ---- | ----------------------- | ----------- | --------- | ---- |
| Trung Quốc | Udval Yo.            | 21   | 1,71 m (5 ft 7+1⁄2 in)  | Xilinhot    | Tập 2     | 16   |
| Mông Cổ    | Tergel Munkhbayar    | 20   | 1,74 m (5 ft 8+1⁄2 in)  | Ulaanbaatar | Tập 2     | 15   |
| Mông Cổ    | Anulan Uelun         | 17   | 1,78 m (5 ft 10 in)     | Ulaanbaatar | Tập 3     | 14   |
| Trung Quốc | Agru T.              | 22   | 1,76 m (5 ft 9+1⁄2 in)  | Hohhot      | Tập 4     | 13   |
| Mông Cổ    | Batkhand Sem.        | 20   | 1,83 m (6 ft 0 in)      | Ulaanbaatar | Tập 5     | 12   |
| Mông Cổ    | Badmaarag Narmandakh | 21   | 1,73 m (5 ft 8 in)      | Ulaanbaatar | Tập 6     | 11   |
| Mông Cổ    | Jerry Baatarchuluun  | 25   | 1,70 m (5 ft 7 in)      | Ulaanbaatar | Tập 7     | 10   |
| Trung Quốc | Suvdaa Oyuunsuvd     | 23   | 1,80 m (5 ft 11 in)     | Xilinhot    | Tập 8     | 9    |
| Mông Cổ    | Tomi Baatarchuluun   | 25   | 1,70 m (5 ft 7 in)      | Ulaanbaatar | Tập 9     | 8    |
| Nga        | Beligma Yansanova    | 19   | 1,74 m (5 ft 8+1⁄2 in)  | Ulan-Ude    | Tập 10    | 7    |
| Trung Quốc | Goyokhon Zhao        | 17   | 1,88 m (6 ft 2 in)      | Hohhot      | Tập 11    | 6    |
| Nga        | Alina Dansaranova    | 21   | 1,80 m (5 ft 11 in)     | Ulan-Ude    | Tập 13    | 5-3  |
| Mông Cổ    | Misheel Nasanjargal  | 18   | 1,81 m (5 ft 11+1⁄2 in) | Ulaanbaatar | Tập 13    | 5-3  |
| Mông Cổ    | Odnoo Enkhtaivan     | 18   | 1,82 m (5 ft 11+1⁄2 in) | Ulaanbaatar | Tập 13    | 5-3  |
| Mông Cổ    | Chamia Chimedtseren† | 22   | 1,79 m (5 ft 10+1⁄2 in) | Ulaanbaatar | Tập 13    | 2-1  |
| Mông Cổ    | Anujin Bayan-Erdene  | 18   | 1,80 m (5 ft 11 in)     | Ulaanbaatar | Tập 13    | 2-1  |

- Chamia Chimedtseren qua đời trước khi tập 4 được phát sóng.

## Các tập

### Tập 1
Khởi chiếu: 6 tháng 10 năm 2018
Từ hơn 400 cô gái đăng kí dự thi, 22 thí sinh bán kết từ khắp 3 khu vực Mông Cổ, Nội Mông và Buryatia đã di chuyển tới Khu liên hợp Zaisan Hill ở Ulaanbaatar để bắt đầu cuộc thi. Họ được gặp Nora và đã có thử thách catwalk trên cầu kính của tòa nhà.
Ngày hôm sau, họ được đưa tới Sân bay quốc tế Thành Cát Tư Hãn và được gặp ban giám khảo lần đầu tiên, trước khi có buổi chụp hình đầu tiên hóa thân thành hành khách thời trang ở sân bay. Vào buổi đánh giá đầu tiên, từng người một tới nhận kết quả từ Nora và kết quả là 16 cô gái đã được chọn và sẽ bước vào cuộc thi. Sau đó, họ được di chuyển tới biệt thự chung của mình tại làng Nukht, nơi họ được chào đón bởi quán quân mùa trước Tseku Battsengel và được kết thúc buổi tối bằng một bữa tiệc trên sân thượng.
- Nhiếp ảnh gia: Tumurbaatar Otgontsetseg
- Khách mời đặc biệt: Tseku Battsengel

### Tập 2
Khởi chiếu: 13 tháng 10 năm 2018
Nora đã yêu cầu 16 cô gái tập trung trước căn hộ để mỗi người được nhận một đôi giày cao gót, trước khi có một buổi tập catwalk với Nora. Sau đó, họ được đưa tới March Nine Media cho thử thách chụp hình cho ảnh bìa tạp chí Innov Style. Kết quả là Tomi chiến thắng thử thách và ảnh của cô sẽ được lên trang bìa tạp chí, cùng với việc cô chọn Jerry để nhận một phần thưởng nữa là một bữa tối tại nhà hàng Shokoladnitsa. Trong khi đó ở căn hộ, những người còn lại nhận được điểm thử thách của mình với Anulan, Batkhand & Udval là 3 người thể hiện tệ nhất nên sẽ phải dọn dẹp căn hộ và nấu bữa tối cho những người khác.
Ngày hôm sau, họ quay lại March Nine Media cho buổi chụp hình chân dung cho Biomon Skincare, khi họ sẽ phải tạo dáng khuôn mặt trên mặt nước. Các cô gái hầu hết thuận lợi hoàn thành buổi chụp hình ngoại trừ Udval, khi cô bị hạ thân nhiệt do chứng sợ nước và phải đi tới bệnh viện, đồng nghĩa với việc cô sẽ không tham gia chụp hình. Vào buổi đánh giá ngày tiếp theo, do không thể tham gia vào buổi chụp hình nên Udval là thí sinh đầu tiên phải rời cuộc thi. Kết quả là Tomi có tấm ảnh đẹp nhất còn Tergel là thí sinh tiếp theo bị loại.
- Khách mời đặc biệt: Enerel Otgonbayar, Bayartsetseg Altangerel

### Tập 3
Khởi chiếu: 20 tháng 10 năm 2018
Người mẫu Selenge Enkhchuluun đến gặp 14 cô gái còn lại tại căn hộ để nói về việc thay đổi hình ảnh của chính họ, trước khi tiết lộ 14 kiểu tóc mà họ có thể sẽ được nhận. Sau đó, họ được đưa tới thẩm mỹ viện Bella Beauty để nhận diện mạo mới của mình.
Ngày hôm sau, các cô gái được đưa tới March Nine Media cho thử thách chụp hình với diện mạo mới của mình và Chamia đã giành chiến thắng. Sau đó, họ được gặp người mẫu Enerel Javzandulam tại Khu liên hợp thể thao trung tâm cho buổi chụp hình tiếp theo cho Labellamafia, khi họ phải tạo dáng trên sàn đấu boxing theo cặp. Quay về căn hộ, Chamia nhận được một túi quà từ Labellamafia vì giành chiến thắng thử thách vừa rồi, cùng với việc cô chọn Anulan, Batkhand & Suvdaa để nhận một phần thưởng nữa là được gọi điện thoại cho người thân. Sau đó, họ đã háo hức khi biết được những ai vượt qua được buổi loại trừ ngày mai sẽ được tới một địa điểm khác. Vào buổi đánh giá ngày tiếp theo, Alina có tấm ảnh đẹp nhất còn Anulan là thí sinh tiếp theo bị loại.
- Nhiếp ảnh gia: Amgalan Otgonbayar
- Khách mời đặc biệt: Selenge Enkhchuluun, Bolortsetseg Gezegt, Boldbaatar Batsuur, Enerel Javzandulam

### Tập 4
Khởi chiếu: 18 tháng 11 năm 2018
13 cô gái còn lại đã thu dọn hành lí trước khi có một buổi đi tẩy lông da tại Honeypot Wax. Sau đó, họ được đưa tới Nhà ga Ulaanbaatar để di chuyển tới Ordos và được nghỉ ngơi tại khách sạn sau khi tới nơi. Ngày hôm sau, họ đã được đi tham quan thành phố cùng với Nora, trước khi được gặp Enkhbold tại công viên điện ảnh Erdeniin Tobchicho thử thách chụp hình cho giày Bata, khi họ phải vừa tạo dáng và vừa nhảy lên không. Kết quả là Misheel chiến thắng thử thách và được nhận một đôi giày từ Bata.
Ngày tiếp theo, họ đã có một buổi du ngoạn trên du thuyền cùng với Odgerel trước khi có buổi chụp hình tiếp theo cho ngân hàng Golomt Bank, khi họ hóa thân thành những thủy thủ quyến rũ trên du thuyền vào buổi tối. Ngày hôm sau, ban giám khảo đến gặp các cô gái để công bố kết quả của buổi chụp hình ngày hôm qua, Chamia là người có tấm ảnh đẹp nhất và tiếp theo đó là Beligma & Tomi. Sau đó, Nora đã gọi tên Agru và thông báo rằng cô là thí sinh tiếp theo bị loại, khiến cho một vài thí sinh khác muốn dừng cuộc thi cho Agru ở lại và Nora đã khiển trách họ nếu muốn trở thành người mẫu nổi tiếng trong giới thời trang thì họ phải cứng rắn và kiên nhẫn, và các thí sinh còn lại tiếp tục ở lại cuộc thi.
- Nhiếp ảnh gia: Boldbaatar Batsuur

### Tập 5
Khởi chiếu: 25 tháng 11 năm 2018
12 cô gái còn lại tiếp tục hành trình của mình khi họ được di chuyển tới khách sạn Desert Lotus ở sa mạc Xiangshawan. Sau đó, họ đã có thử thách trình diễn thời trang bên trong quả cầu lớn trên cầu phao nổi của bể bơi và họ phải cố gắng vượt qua nhanh nhất có thể. Kết quả là Misheel chiến thắng thử thách và được nhận một hộp sản phẩm chăm sóc da từ L'Occitane.
Ngày hôm sau, họ được cưỡi lạc đà trên sa mạc để gặp Enkhbold cho buổi chụp hình tiếp theo hoa thân thành dân du mục thời trang với lạc đà. Vào buổi đánh giá, Anujin có tấm ảnh đẹp nhất còn Batkhand là thí sinh tiếp theo bị loại.
- Nhiếp ảnh gia: Boldbaatar Batsuur

### Tập 6
Khởi chiếu: 2 tháng 12 năm 2018
Odgerel đã có một buổi nói chuyện với 11 cô gái còn lại về sự nghiệp người mẫu của cô trong thập niên 1980 và 1990, cùng với những lời khuyên cho họ về cách chuẩn bị cho một buổi chụp hình. Sau đó, họ đã có thử thách chụp hình tạo dáng trong đồ bơi bên trong buồng rượu của khách sạn và họ phải làm nổi bật phần cơ thể yêu thích của họ trông đẹp hơn. Kết quả là Misheel chiến thắng thử thách và cô chọn Anujin để nhận thưởng là một buổi mua sắm tại Godiva Chocolatier.
Ngày hôm sau, họ đã có buổi chụp hình tiếp theo theo phong cách không trọng lượng, khi họ tạo dáng trong khi nằm trên một vật để bức hình sẽ tạo ra ảo ảnh là họ đang lơ lửng trên không. Vào buổi đánh giá, Beligma có tấm ảnh đẹp nhất còn Badmaarag là thí sinh tiếp theo bị loại.
- Nhiếp ảnh gia: Boldbaatar Batsuur

### Tập 7
Khởi chiếu: 9 tháng 12 năm 2018
10 cô gái còn lại tiếp tục hành trình của mình khi họ được di chuyển tới Bayan Nur. Ngày hôm sau, họ được đưa tới một cánh đồng cho thử thách chụp hình hóa thân thành dân bản xứ của Mông Cổ xưa, khi họ chỉ có 20 phút để chọn khung cảnh và chụp hình. Kết quả là Odnoo chiến thắng thử thách và nhận được một buổi mua sắm tại Flormar.
Ngày tiếp theo, họ được gặp Enkhbold tại Khu phức hợp tự nhiên Asgat cho buổi chụp hình tiếp theo trong áo tắm, trong khi họ phải tạo dáng cùng với một tấm vải lụa trên đỉnh núi đá. Vào buổi đánh giá ngày hôm sau, Alina có tấm ảnh đẹp nhất còn Jerry là thí sinh tiếp theo bị loại.
- Nhiếp ảnh gia: Boldbaatar Batsuur
- Khách mời đặc biệt: Naranbileg Otgonbaatar

### Tập 8
Khởi chiếu: 16 tháng 12 năm 2018
9 cô gái còn lại tiếp tục hành trình của mình khi họ được di chuyển tới Arxan. Ngày hôm sau, họ được gặp Enkhbold cho thử thách hóa thân thành điệp viên, khi họ phải vừa tạo dáng và vừa phải đi từ đầu này sang đầu kia một cách sáng tạo và hùng hồn mà không chạm vào những sợi dây đỏ vắt qua thân cây. Kết quả là Alina chiến thắng thử thách và nhận được một buổi mua sắm tại Xti. Sau đó, họ đã có một buổi tối thư giãn tại suối nước nóng.
Ngày hôm sau, họ được gặp Odgerel tại Công viên rừng quốc gia Arxan cho buổi chụp hình tiếp theo cho Isispharma, khị họ phải vừa cầm sản phẩm và vừa tạo dáng cùng với một con chó sói. Vào buổi đánh giá, Odnoo có tấm ảnh đẹp nhất còn Suvdaa là thí sinh tiếp theo bị loại. Ngày tiếp theo, các cô gái còn lại quay về Ulaanbaatar.
- Nhiếp ảnh gia: Lý Bình

### Tập 9
Khởi chiếu: 23 tháng 12 năm 2018
8 cô gái còn lại được đưa tới nhà máy sản xuất của Goyo Cashmere cho một buổi tham quan về quá trình làm ra một bộ đồ từ giám đốc quan hệ công chúng tiếp thị Anand G., trước khi họ phải chọn một bộ đồ cho thử thách chụp hình trước những tấm bạt nilon. Quay về căn hộ, họ nhận được điểm thử thách của mình với Chamia là người làm tốt nhất với 10 điểm và sẽ nhận được một phiếu mua hàng tại Goyo Cashmere trị giá ₮300.000. Sau đó, họ đã được tư vấn về việc chăm sóc da từ bác sĩ da liễu Altanzul Kh. và Odnoo được nhận 1 chuyến mua sắm tại Isispharma vì có tấm ảnh đẹp nhất tuần trước, trước khi các cô gái tổ chức tiệc sinh nhật cho Tomi.
Ngày hôm sau, họ đã được cố vấn bởi người mẫu Enkhsuren Davaadorj cho buổi chụp hình tiếp theo hóa thân thành những con búp bê robot sống bên trong hộp. Quay về căn hộ, họ đã có một buổi học nấu ăn từ một đầu bếp. Vào buổi đánh giá ngày tiếp theo, Alina có tấm ảnh đẹp nhất còn Tomi là thí sinh tiếp theo bị loại.
- Nhiếp ảnh gia: Amgalan Otgonbayar
- Khách mời đặc biệt: Anand G., Oyun-Erdene Tumursanaa, Piaa Ochkhüü, Altanzul Kh., Enkhsuren Davaadorj

### Tập 10
Khởi chiếu: 30 tháng 12 năm 2018
7 cô gái còn lại được đưa tới nhà hàng Orgio Kitchen để hiểu hơn về thương hiệu và học về cách ăn uống dinh dưỡng cho hợp lí từ vận động viên thể hình Oyuntuyaa Kh., trước khi có thử thách chụp hình hóa thân thành cô gái nội trợ cổ điển trong bếp với thức ăn. Kết quả là Odnoo chiến thắng thử thách và nhận được một túi quà của Orgio Kitchen.
Ngày hôm sau, họ được gặp quán quân mùa trước Tseku Battsengel tại Tháp Khaan Bank cho buổi chụp hình tiếp theo trong trang phục đường phố mùa đông và họ phải tạo dáng với sương mù xung quanh họ. Vào buổi đánh giá ngày tiếp theo, Anujin có tấm ảnh đẹp nhất còn Beligma là thí sinh tiếp theo bị loại.
- Nhiếp ảnh gia: Amgalan Otgonbayar
- Khách mời đặc biệt: Oyuntuyaa Kh., Tseku Battsengel

### Tập 11
Khởi chiếu: 6 tháng 1 năm 2019
6 cô gái còn lại được gặp Odgerel tai Khu liên hợp Zaisan Hill và được bốc thăm một loại sản phẩm từ Gorenje cho thử thách quảng cáo sản phẩm đó, khi họ sẽ tạo dáng với sản phẩm và nói lời thoại. Kết quả là Chamia chiến thắng thử thách và nhận được một bức tranh trang trí cùng với một buổi mua sắm tại Ma Maison Home Decor. Quay về căn hộ, họ đã có một buổi tối giải trí với nhà ảo thuật Ononmörön G. Ngày hôm sau, họ được đưa tới một vùng thảo nguyên ở Arkhangai cho buổi chụp hình tiếp theo cho trang sức Baigal House, khi họ phải tạo dáng trong đồ lót cùng với một chú bò Tây Tạng. Sau đó, họ được nghỉ ngơi qua đêm tại khách sạn. 
Ngày tiếp theo, các cô gái được một buổi điều trị da tại Phòng khám thẩm mỹ Dermaesthetic. Quay về căn hộ, các cô gái đã xúc động khi được người thân của họ đến thăm tại căn hộ ngoại trừ Alina & Goyokhon chỉ được tin nhắn từ người thân của họ, nhưng sau đó thì cả 2 nhận được bất ngờ khi người thân của họ cũng tới Ulaanbaatar để thăm họ. Vào buổi đánh giá ngày hôm sau, Odnoo có tấm ảnh đẹp nhất còn Goyokhon là thí sinh tiếp theo bị loại. Sau đó, Nora thông báo với 5 cô gái rằng là họ sẽ được tới một địa điểm khác vào ngày mai.
- Nhiếp ảnh gia: Piaa Ochkhuu
- Khách mời đặc biệt: Saruul P., Ononmörön G., Bilguun Otgonbaatar, Uranzayaa Davaa

### Tập 12
Khởi chiếu: 13 tháng 1 năm 2019
Diễn viên Erdenetsetseg Tsend-Ayush phỏng vấn những thí sinh Mông Cổ về trải nghiệm của họ trong mùa giải này.
- Khách mời đặc biệt: Erdenetsetseg Tsend-Ayush

### Tập 13
Khởi chiếu: 20 tháng 1 năm 2018
Vào đêm chung kết, chương trình đã chiếu một đoạn phim ngắn tưởng nhớ về Chamia, trước khi người dẫn chương trình Bold Bayarsaikhan cùng với các khách mời và ban giám khảo dừng lại một phút để bày tỏ sự chia buồn và bày tỏ lòng kính trọng với cô. Sau đó, chương trình đã quyết định Chamia quá cố sẽ được chọn là một trong hai người chiến thắng của mùa giải này, và chiếc cúp của người chiến thắng cùng giải thưởng tiền mặt ₮20.000.000 đã được trao cho em trai của cô.
4 cô gái chung cuộc sau đó lần lượt được giới thiệu và thử thách cuối cùng của các cô gái đã được trình chiếu: Sau khi buổi loại trừ kết thúc, 5 cô gái đã một bữa tối tại tiệm cà phê Shokoladnitsa. Ngày hôm sau, họ được di chuyển tới Buryatia và được nghỉ ngơi tại khách sạn. Sau đó, họ được đưa tới Ngọn hải đăng Mayak cho buổi chụp hình cuối cùng cho Goyo Cashmere và họ sẽ tạo dáng cùng với người mẫu nam Anton Kuznetsov. Sau đó, họ đã có buổi trình diễn thời trang cuối cùng cho 2 nhãn hàng: Goyo Cashmere và Charles & Keith. Kết quả cuối cùng, Anujin đã trở thành quán quân thứ hai của Mongolia's Next Top Model.
- Nhiếp ảnh gia: Asya Lygdenova
- Khách mời đặc biệt: Tseku Battsengel, Bold Bayarsaikhan, Anton Kuznetsov, Oyuunbileg Enkhamgalan, Selenge Enkhchuluun

## Thứ tự gọi tên
| 1  | Odnoo     | Tomi      | Alina     | Chamia                                                              | Anujin            | Beligma   | Alina    | Odnoo    | Alina    | Anujin   | Odnoo    | Chamia              |  |  |  |  |  |  |  |  |  |  |  |  |  |  |  |
| 2  | Agru      | Odnoo     | Chamia    | Beligma                                                             | Tomi              | Odnoo     | Tomi     | Chamia   | Chamia   | Odnoo    | Misheel  | Anujin              |  |  |  |  |  |  |  |  |  |  |  |  |  |  |  |
| 3  | Goyokhon  | Anujin    | Beligma   | Tomi                                                                | Suvdaa            | Tomi      | Goyokhon | Beligma  | Misheel  | Misheel  | Chamia   | Alina Misheel Odnoo |  |  |  |  |  |  |  |  |  |  |  |  |  |  |  |
| 4  | Tomi      | Alina     | Jerry     | Alina Anujin Badmaarag Batkhand Goyokhon Jerry Misheel Odnoo Suvdaa | Odnoo             | Alina     | Misheel  | Alina    | Anujin   | Chamia   | Alina    | Alina Misheel Odnoo |  |  |  |  |  |  |  |  |  |  |  |  |  |  |  |
| 5  | Misheel   | Badmaarag | Misheel   | Alina Anujin Badmaarag Batkhand Goyokhon Jerry Misheel Odnoo Suvdaa | Chamia            | Chamia    | Chamia   | Anujin   | Beligma  | Goyokhon | Anujin   | Alina Misheel Odnoo |  |  |  |  |  |  |  |  |  |  |  |  |  |  |  |
| 6  | Batkhand  | Goyokhon  | Suvdaa    | Alina Anujin Badmaarag Batkhand Goyokhon Jerry Misheel Odnoo Suvdaa | Goyokhon          | Jerry     | Odnoo    | Tomi     | Goyokhon | Alina    | Goyokhon |                     |  |  |  |  |  |  |  |  |  |  |  |  |  |  |  |
| 7  | Badmaarag | Chamia    | Anujin    | Alina Anujin Badmaarag Batkhand Goyokhon Jerry Misheel Odnoo Suvdaa | Beligma           | Anujin    | Suvdaa   | Misheel  | Odnoo    | Beligma  |          |                     |  |  |  |  |  |  |  |  |  |  |  |  |  |  |  |
| 8  | Beligma   | Beligma   | Agru      | Alina Anujin Badmaarag Batkhand Goyokhon Jerry Misheel Odnoo Suvdaa | Jerry             | Suvdaa    | Beligma  | Goyokhon | Tomi     |          |          |                     |  |  |  |  |  |  |  |  |  |  |  |  |  |  |  |
| 9  | Anujin    | Batkhand  | Goyokhon  | Alina Anujin Badmaarag Batkhand Goyokhon Jerry Misheel Odnoo Suvdaa | Alina             | Goyokhon  | Anujin   | Suvdaa   |          |          |          |                     |  |  |  |  |  |  |  |  |  |  |  |  |  |  |  |
| 10 | Tergel    | Jerry     | Tomi      | Alina Anujin Badmaarag Batkhand Goyokhon Jerry Misheel Odnoo Suvdaa | Badmaarag Misheel | Misheel   | Jerry    |          |          |          |          |                     |  |  |  |  |  |  |  |  |  |  |  |  |  |  |  |
| 11 | Alina     | Anulan    | Badmaarag | Alina Anujin Badmaarag Batkhand Goyokhon Jerry Misheel Odnoo Suvdaa | Badmaarag Misheel | Badmaarag |          |          |          |          |          |                     |  |  |  |  |  |  |  |  |  |  |  |  |  |  |  |
| 12 | Udval     | Suvdaa    | Odnoo     | Alina Anujin Badmaarag Batkhand Goyokhon Jerry Misheel Odnoo Suvdaa | Batkhand          |           |          |          |          |          |          |                     |  |  |  |  |  |  |  |  |  |  |  |  |  |  |  |
| 13 | Suvdaa    | Misheel   | Batkhand  | Agru                                                                |                   |           |          |          |          |          |          |                     |  |  |  |  |  |  |  |  |  |  |  |  |  |  |  |
| 14 | Chamia    | Agru      | Anulan    |                                                                     |                   |           |          |          |          |          |          |                     |  |  |  |  |  |  |  |  |  |  |  |  |  |  |  |
| 15 | Jerry     | Tergel    |           |                                                                     |                   |           |          |          |          |          |          |                     |  |  |  |  |  |  |  |  |  |  |  |  |  |  |  |
| 16 | Anulan    | Udval     |           |                                                                     |                   |           |          |          |          |          |          |                     |  |  |  |  |  |  |  |  |  |  |  |  |  |  |  |

     Thí sinh chiến thắng cuộc thi
     Thí sinh bị loại
- Tập 1 là tập casting.
- Trong tập 2, Udval bị loại khi tới phần đánh giá của cô vì không thể tham gia vào buổi chụp hình.
- Trong tập 4, sau khi tiết lộ top 3 của tuần, Nora tiết lộ rằng Agru sẽ phải rời cuộc thi nên những cô gái không được gọi đều được an toàn.
- Tập 12 là tập phỏng vấn các thí sinh về hành trình của họ trong cuộc thi.
- Trong tập 13, vì Chamia không thể xuất hiện nên gia đình của Chamia đã nhận phần thưởng tiền mặt trị giá ₮20.000.000 cho những cố gắng của cô trong cuộc thi.

### Buổi chụp hình
- Tập 1: Hành khách ở sân bay (casting)
- Tập 2: Ảnh chân dung vẻ đẹp trên mặt nước cho Biomon Skincare
- Tập 3: Boxing theo cặp
- Tập 4: Thủy thủ quyến rũ trên du thuyền
- Tập 5: Dân du mục thời trang với lạc đà trên sa mạc
- Tập 6: Lơ lửng trên không trước cửa sổ
- Tập 7: Áo tắm với vải lụa trên núi đá
- Tập 8: Tạo dáng với chó sói cho Isispharma
- Tập 9: Robot sống trong hộp
- Tập 10: Thời trang mùa đông trong sương mù
- Tập 11: Đồ lót với bò Tây Tạng ở thảo nguyên cho Baigal House
- Tập 13: Tạo dáng cùng với người mẫu nam cho Goyo